# Duplexe Tchamba
Duplexe Tchamba, né le 10 juillet 1998 à Yaoundé au Cameroun, est un footballeur international camerounais qui joue au poste de défenseur central.

## Biographie

### Carrière en club
Né à Yaoundé au Cameroun, Duplexe Tchamba est formé au RC Strasbourg, qu'il rejoint en mars 2017 en provenance de Tad Sport Academy, dans son pays natal. Il fait sa première apparition en professionnel le 16 janvier 2019, lors d'une victoire du Racing face au Grenoble Foot 38.
Le Le 24 juillet 2019, Tchamba est prêté au club norvégien du Strømsgodset IF. Il joue son premier match pour ce club le 5 août 2019 face au FK Bodø/Glimt, en championnat. Il est titulaire et son équipe est battue par trois buts à un. Le 24 novembre de la même année, il inscrit son premier but en professionnel et donc pour le Strømsgodset IF, lors de la large victoire de son équipe face au SK Brann, en championnat (6-0 score final).
Le 2 juillet 2020, son prêt est prolongé au Strømsgodset IF. 
Le 2 juillet 2021, Duplexe Tchamba s'engage en faveur de SønderjyskE, signant un contrat courant jusqu'en juin 2025,. Il ne peut éviter la descente de son équipe en deuxième division, SønderjyskE étant relégué après quatorze saisons consécutives dans l'élite du football danois à l'issue de la saison 2021-2022.

### En sélection
Duplexe Tchamba est convoqué pour la première fois par Toni Conceição, le sélectionneur de l'équipe nationale du Cameroun en mai 2021, dans un pré-liste de 35 joueurs. 
Il fête ses débuts sous le maillot de l'équipe nationale en étant titularisé lors de la victoire par un but à zéro contre le Nigeria le 4 juin 2021.